# استفانو گارتزلی
استفانو گارتزلی (زادهٔ ۱۶ ژوئیه ۱۹۷۳) رکابزن حرفه‌ای سابق ایتالیایی است که در رشتهٔ دوچرخه‌سواری جاده فعالیت می‌کرد. او توانست در سال ۲۰۰۰ برندهٔ جیرو دیتالیا شود. گارتزلی رکابزنی چندکاره بود و افزون بر قدرت بالا در رقابت‌های سرعتی و تایم تریل، مهارت‌هایی در مسیرهای کوهستانی نیز داشت. او توانست هم در مسابقات یک‌روزهٔ سرعتی مانند جایزه بزرگ میگل ایندوراین و تره والی وارزینه و هم مسابقات چند روزهٔ کوهستانی مانند تیرنو–آدریاتیکو و تور سوئیس قهرمان شود.

## آغاز فعالیت حرفه‌ای
گارتزلی در وارزه زاده شد. او دوچرخه‌سواری آماتور را در سال ۱۹۹۲ آغاز کرد و تا سال ۱۹۹۶ در تیم‌های مختلفی رکاب زد و توانست چند قهرمانی در مسابقات آماتور به دست آورد.
در سال ۱۹۹۷ حرفه‌ای شد و به تیم مرکاتونه اونو پیوست. در همان سال، در جیرو دیتالیا شرکت کرد و آن را با رتبهٔ نهم تمام کرد. در فصل بعد، در مراحل چهارم و پنجم تور سوئیس برنده شد و قهرمانی تور را به دست آورد. در فصل ۱۹۹۹ نیز برندهٔ جایزه بزرگ میگل ایندوراین شد. در یک مرحله از تور باسک نیز به پیروزی رسید.

## قهرمانی در جیرو
در فصل‌های ۱۹۹۸ و ۱۹۹۹ گارتزلی خادم مارکو پانتانی بود. از جمله در مرحلهٔ ۱۴ جیروی ۱۹۹۸ سرعت زیادی به گروه داد که در نهایت، باعث جا ماندن رقیبان از پانتانی و پیروزی او در پیانکاوالو شد. در مرحلهٔ ۱۹ جیروی ۱۹۹۹ نیز در سربالایی ماقبل آخر رهبری مسابقه را در حمایت از پانتانی به دست گرفت و به او کمک کرد در سربالایی آخر، فرار کند و برتری خود را تثبیت کند.
در جیروی ۲۰۰۰ نخستین درخشش گارتزلی در مرحلهٔ نهم مشاهده شد. او با فاصلهٔ حدود ۱۰۰ ثانیه پشت سر فرانچسکو کاساگرانده دوم شد و در رده‌بندی اصلی به رتبهٔ چهارم رسید. در تایم تریل انفرادی مرحلهٔ ۱۱ فاصله‌اش با کاساگرانده به ۲۲ ثانیه کاهش یافت؛ ولی به رتبهٔ ششم نزول کرد. در مرحلهٔ ۱۳ به همراه کاساگرانده و جلوتر از سایر رقیبان از خط گذشت و به فاصلهٔ ۱۸ ثانیه پشت سر او در رتبهٔ دوم رده‌بندی اصلی ایستاد. در مراحل کوهستانی، نتوانست فرار کند و فاصلهٔ خود با کاساگرانده را جبران کند؛ ولی در تایم تریل مرحلهٔ ۲۰ مسیر ۳۴ کیلومتری را نزدیک دو دقیقه سریع‌تر از او طی کرد و پیراهن صورتی را برای نخستین بار به تن کرد و قهرمانی جیرو را به دست آورد. کاساگرانده در دفاع از خود اعلام کرد از تورم عصب سیاتیک رنج می‌برده‌است. پس از جیرو، رسانه‌ها به او لقب دزد دریایی کوچک دادند.

## اتهام دوپینگ
گارتزلی در سال ۲۰۰۱ به تیم ماپی-کوییک‌استپ پیوست. در دو مرحلهٔ نخست جیرو بیش از ۱ دقیقه زمان از دست داد. در مرحلهٔ ۱۳ نیز ۱۳ دقیقه پس از نفر اول از خط پایان گذشت و پس از آن، از ادامهٔ مسابقه کناره‌گیری کرد تا روی تور دو فرانس تمرکز کند. هرچند در آن مسابقه نیز در هفتهٔ نخست از صدر رده‌بندی فاصله گرفت و نتوانست تا پایان تور، اختلاف خود را جبران کند و با ۲۹ دقیقه اختلاف با لانس آرمسترانگ در رتبهٔ ۱۴ جای گرفت.
در آغاز فصل ۲۰۰۲ نشانه‌هایی از امید به وجود آمد. در لیژ–باستون–لیژ، گارتزلی به هم‌تیمی خود پائولو بتینی کمک کرد تا به پیروزی برسد و خودش نیز بر سکوی دوم قرار گرفت. سپس وارد جیرو شد و در مرحلهٔ دوم به پیروزی رسید تا پیراهن صورتی را به تن کند. با پیروزی در مرحلهٔ پنجم برتری خود را افزایش داد؛ ولی در مرحله بعد، منفی نبودن آزمایش دوپینگ او برای ماده ممنوعه پروبنیسید اعلام شد و پس از مرحلهٔ نهم با تأیید نمونه B، از جیرو اخراج شد. بسیاری معتقدند محرومیت او باعث شد مدیر ماپی در پایان فصل، حمایت مالی خود از تیم را متوقف کند. او اعتقاد داشت که نحوهٔ اعلام دوپینگ گارتزلی عادی نبوده‌است.

## سال‌های پایانی
گارتزلی فصل ۲۰۰۳ را با پیروزی در مرحلهٔ نخست تور ترنتینو آغاز کرد و در پایان آن تور، دوم شد. در جیرو، با پیروزی در مرحلهٔ سوم به رتبهٔ دوم رده‌بندی اصلی پشت سر آلساندرو پتاکی رسید. سپس در مرحلهٔ هفتم به همراه جیلبرتو سیمونی فرار کرد و جلوتر از او از خط پایان گذشت. به این ترتیب، با برتری ۳۱ ثانیه‌ای نسبت به سیمونی رهبری جیرو را در اختیار گرفت. در مرحلهٔ دهم هنگامی که سیمونی در سربالایی ماقبل آخر فرار کرد، واکنش نشان نداد و در نهایت، ۲۵ ثانیه دیرتر از او مرحله را به پایان رساند و پیراهن صورتی را با ۲ ثانیه فاصله از دست داد. در مرحلهٔ دوازدهم نیز سیمونی فرار کرد و گارتزلی ۳۴ ثانیه پس از او در مکان دوم قرار گرفت. در مرحلهٔ بعد، چند ثانیه را جبران کرد؛ ولی در مرحلهٔ ۱۴ دوباره سیمونی پیش افتاد و برتری خود را افزایش داد. پس از آن که در مرحلهٔ هجدهم نزدیک به ۵ دقیقه دیرتر از سیمونی از خط پایان گذشت، از قهرمانی در جیرو ناامید شد و در نهایت، بر سکوی دوم ایستاد.
پس از جیرو، گارتزلی در تور دو فرانس شرکت کرد؛ ولی در مرحلهٔ دهم انصراف داد.
در آغاز فصل ۲۰۰۴ برندهٔ تور آراگون شد. در مرحلهٔ نوزدهم جیرو پیروز شد؛ ولی در پایان به رتبهٔ ششم بسنده کرد. در همان سال، تنها حضور خود در ووئلتا اسپانیا را به ثبت رساند و مسابقه را با رتبهٔ ۱۱ تمام کرد.
در فصل‌های بعد، گارتزلی نتوانست موفقیت‌های بزرگ خود را تکرار کند. هرچند پیروزی‌های مرحله‌ای در تورهای مختلف به دست آورد. در سال ۲۰۰۶ قهرمان مسابقهٔ اشبورن–فرانکفورت شد. در سال بعد، برندهٔ دو مرحلهٔ جیروی ۲۰۰۷ شد. در تور ترنتینوی ۲۰۰۸ در دو مرحله پیروز شد و بر سکوی دوم ایستاد. در جیروی ۲۰۰۹ برندهٔ رده‌بندی کوهستان شد و در رتبهٔ هفتم رده‌بندی اصلی ایستاد. در سال ۲۰۱۰ برندهٔ تیرنو–آدریاتیکو شد و در یک مرحله از جیرو به پیروزی رسید. در سال ۲۰۱۱ نیز دوباره برندهٔ رده‌بندی کوهستان جیرو شد.
آخرین مسابقهٔ مهم او جیرو دیتالیای ۲۰۱۳ بود که در رتبهٔ ۱۰۸ قرار گرفت و پس از آن از دوچرخه‌سواری حرفه‌ای خداحافظی کرد.

## نتایج در گرند تورها
| گرند تور       | ۱۹۹۷ | ۱۹۹۸ | ۱۹۹۹   | ۲۰۰۰ | ۲۰۰۱   | ۲۰۰۲   | ۲۰۰۳   | ۲۰۰۴ | ۲۰۰۵   | ۲۰۰۶ | ۲۰۰۷ | ۲۰۰۸ | ۲۰۰۹ | ۲۰۱۰   | ۲۰۱۱ | ۲۰۱۲ | ۲۰۱۳ |
| -------------- | ---- | ---- | ------ | ---- | ------ | ------ | ------ | ---- | ------ | ---- | ---- | ---- | ---- | ------ | ---- | ---- | ---- |
| جیرو دیتالیا   | ۹    | ۲۱   | ناتمام | ۱    | ناتمام | ناتمام | ۲      | ۶    | ناتمام | —    | ۱۶   | —    | ۷    | ناتمام | ۲۶   | —    | ۱۰۸  |
| تور دو فرانس   | —    | —    | ۳۲     | —    | ۱۴     | —      | ناتمام | —    | ۳۲     | ۵۵   | —    | —    | —    | —      | —    | —    | —    |
| ووئلتا اسپانیا | —    | —    | —      | —    | —      | —      | —      | ۱۱   | —      | —    | —    | —    | —    | —      | —    | —    | —    |